# Local Multipoint Distribution Service
Local Multipoint Distribution Service, LMDS, är en trådlös teknologi som arbetar i frekvensbandet 28-38 GHz. LMDS är mest effektivt inom en radie på 2-8 km beroende på ett flertal faktorer såsom terräng, klimat (regn kan försämra signalöverföringen), lägsta överföringskvalitet och vilken modulationsteknik som används. LMDS har en nedladdningshastighet på upp till 155 Mbps och en uppladdningshastighet på upp till 55 Mbps för varje abonnent, med en total nedladdningskapacitet på kring 1 Tbps per sändare.
De modulationstekniker som används vid signalöverföring mellan den lokala sändaren och abonnentens enhet är ATM, QPSK, eller QAM.
LMDS är en teknik för sista-biten-hem överföring, beroende på dess korta räckvidd, och de höga frekvenser som används i LMDS gör teknologin särskilt beroende av fri sikt mellan basstationen och abonnentens antenn. Det kan i kuperade områden eller stora städer vara svårt att uppnå vilket försvårar för nätverksoperatören att veta om en abonnent kan ta del av de erbjudna tjänsterna eller inte.  

## Historia
Under 1990-talet gjorde LMDS stora framsteg och konkurrerade med andra kabelbaserade teknologier, på grund av dess höga överföringshastighet, om bredband till hemmet. Trots den potential LMDS hade fick teknologin aldrig kommersiell spridning. Detta tros av många bero på framgångar med tekniker som DSL och bredband via kabel.